# The Umbrella Academy
The Umbrella Academy är en amerikansk tecknad serie som är skriven av Gerard Way och illustrerad av Gabriel Bá. Efter ett avbrott 2013, återvände serien igen 2018 med The Umbrella Academy: Hotel Oblivion som släpptes den 3 oktober 2018 och 12 juni 2019. 
År 2015 påbörjades inspelningen av en TV-serie baserad på serien och den 15 februari 2019 hade TV-serien premiär på Netflix.

## Handling
Superhjälteteamet The Umbrella Academy beskrivs som en "dysfunktionell familj av superhjältar". I mitten av 1900-talet födde 43 kvinnor runt om i världen samtidigt, trots att ingen av dem visade några tecken på graviditet tills värkarna började. Det ryktades att dessa barnen var en kollektiv inkarnation av Messias. Sju av barnen adopteras av den excentriska miljardären Sir Reginald Hargreeves och förvandlades till ett superhjälteteam som han kallar "The Umbrella Academy." Hargreeves ger barnen nummer snarare än namn, men de namnges så småningom av deras robotmor Grace som: Luther, Diego, Allison, Klaus, Nummer Fem (hans enda namn), Ben och Vanya.

## Karaktärer
Akademin leds av The Monocle, Sir Reginald Hargreeves, en alien utklädd till en miljardär och världsomnämnd vetenskapsman. Han adopterar 7 av de 43 barn som föddes den dagen som kom till att bli The Umbrella Academy. Spaceboy (Luther Hargreeves), The Kraken (Diego Hargreeves), The Rumor (Alisson Hargreeves), The Séance (Klaus Hargreeves), The Boy (Nummer Fem), The Horror (Ben Hargreeves) och The White Violin (Vanya Hargreeves).

## Album

### Volym 1: Apocalypse Suite
The Umbrella Academy är ett superhjälteteam bestående av barn med superkrafter som slåss mot ondska under största delen av deras barndom. Teamet leds av Dr. Reginald Hargreeves. Teamet upplöses och nio år senare återförenas teamet efter Reginald Hargreeves död och tillsammans möter de uppgången av ett nytt fruktansvärt hot.

### Volym 2: Dallas
The Umbrella Academy stöter på flera katastrofala händelser och ett dödsfall som kommer att stå dom nära. När ett nytt hot är på uppgång är det upp till Akademin att bemöta hotet, men de är alla distraherade av sina egna problem.

### Volym 3: Hotel Oblivion
Gerard Way tillkännagav på Comic-Con 2009 att den tredje serien skulle kallas The Umbrella Academy: Hotel Oblivion.
Första upplagan av Hotel Oblivion släpptes den 3 oktober 2018 och den sjätte upplagan släpptes den 28 mars 2019. Den sista upplagan (uppl. 7) släpptes den 12 juni 2019. Hela volymen, inklusive extra material släpptes den 17 september 2019.

### Volym 4: Sparrow Academy
I juli 2020 meddelade Gerard Way att vol. 4 kom till att kallas The Umbrella Academy: Sparrow Academy.

## Samlarkollektion
| Titel                                                 | Utgiven                 | Samlat material                                                                      | Extra      | ISBN                                   |
| ----------------------------------------------------- | ----------------------- | ------------------------------------------------------------------------------------ | ---------- | -------------------------------------- |
| The Umbrella Academy – Volume 1: The Apocalypse Suite | 18 juni 2018 (TPB)      | - The Apocalypse Suite #1–6 - "Mon Dieu!" - "...But the Past Ain't Through With You" | Sketchbook | 9781593079789 (TPB) 9781595821638 (HC) |
| The Umbrella Academy – Volume 2: Dallas               | 30 september 2009 (TPB) | - Dallas #1–6 - "Anywhere But Here"                                                  | Sketchbook | 9781595823458 (TPB) 9781595823441 (HC) |
| The Umbrella Academy – Volume 3: Hotel Oblivion       | 17 september 2019 (TPB) | - Hotel Oblivion #1–7                                                                | Sketchbook | 9781506711423 (TPB)                    |

| Titel                                                          | Utgiven    | Samlat material            | Extra | ISBN                |
| -------------------------------------------------------------- | ---------- | -------------------------- | ----- | ------------------- |
| You Look Like Death:Tales from the Umbrella Academy – Volume 1 | 2021 (TPB) | - You Look Like Death #1–6 |       | 9781506719108 (TPB) |

## Påverkad av
Gerard Way har berättat att The Umbrella Academy är påverkat av Grant Morrison som arbetade på Doom Patrol med DC Comics. Han har också sagt att Pat McEown som skrev ZombieWorld: Champion of the Worms hade en stor betydelse i sitt skrivande. Även Edvin Biukovićs serie Grendel Tales är som en bibel att rita från.

## TV-serie
En filmversion av The Umbrella Academy var i luften hos Universal Studios, men producerades aldrig. Den 7 juli 2015 meddelades det att serien kom till att bli en TV-serie istället för en film, producerad av Universal Cable Productions. Den 11 juli 2017 tillkännagav Netflix att de har gett grönt ljus för att TV-serie baserad på den tecknade serien. TV-serien hade sin premiär den 15 februari 2019 på Netflix. Den 2 april 2019 förnyades serien för en andra säsong som släpptes den 31 juli 2020.